# Phase-change cooling
 (mai 2008).
Sa qualité peut être largement améliorée en utilisant un vocabulaire plus directement compréhensible.
Le phase-change cooling est un système de refroidissement de matériel informatique fonctionnant sur le principe de la pompe à chaleur, qui exploite le changement d'état liquide-gaz d'un fluide frigorigène.

## Principe de fonctionnement

### Montage simple étage

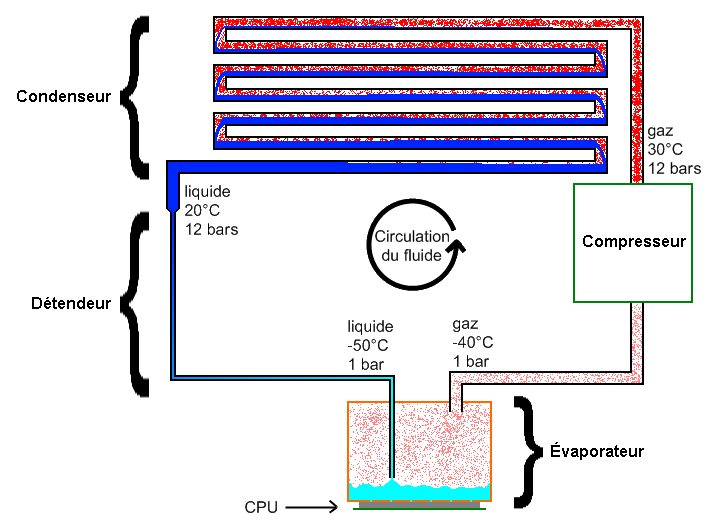
Schéma d'un système de phase-change cooling. Les températures et les pressions données sont arbitraires, elles donnent uniquement un ordre de grandeur.

Un fluide frigorigène circule dans un circuit fermé ; ici est pris le R404A comme exemple, ayant les caractéristiques suivantes :
- température d'ébullition à une pression de 1 bar : −46 °C
- température de condensation à une pression de 12 bar : 23 °C.

Les températures et les pressions données dans ce qui suit sont des ordres de grandeur.
Le R404A, dans sa phase liquide, entre dans l'évaporateur à une température de −50 °C et une pression de 1 bar. Le fond de l'évaporateur, toujours conçu en un matériau ayant une bonne conductivité thermique (comme le cuivre), va permettre au R404A d'emmagasiner la chaleur émise par le microprocesseur ; ce dernier va ainsi être refroidi, et le R404A, dont la température va augmenter, va se vaporiser (sa température va être supérieure à −46 °C à la pression de 1 bar). Le R404A gazeux va ensuite être évacué grâce au compresseur.
À la sortie du compresseur, le R404A sera toujours sous forme gazeuse, mais aura une pression de 12 bar pour une température de 30 °C (la température est proportionnelle à la pression quand elle est exprimée en kelvin). Le gaz, durant son passage dans le condenseur, va être refroidi par l'air ambiant, et va ainsi se liquéfier (sa température va être inférieure à unModèle:Ité pour une pression de 12 bar). À la sortie du condenseur, le R404A sera dans sa phase liquide, à une température de 20 °C et une pression de 12 bar. Il va ensuite pénétrer dans le détendeur (souvent un tuyau capillaire), qui va faire diminuer sa pression à 1 bar, et donc sa température à −50 °C. Le R404A va finalement revenir dans l'évaporateur et recommencer un cycle.
À l'intérieur de l'évaporateur la température est de l'ordre de −40 °C, mais le microprocesseur a une température d'environ −30 °C. Les 10 °C de pertes sont dus à des puissances parasites, entre autres à cause de l'air.

### Montage multi-étage: cascade

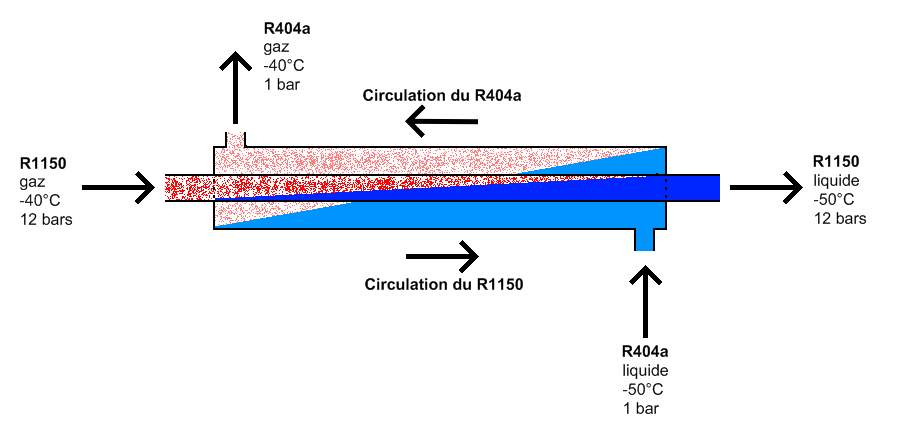
Schéma d'un échangeur. Les températures et les pressions données sont arbitraires, elles donnent uniquement un ordre de grandeur.

L'extreme cooling, qui consiste à pratiquer des overclocking très importants (dans le cadre de tentatives de records du monde, par exemple), requiert une température très basse. Un moyen d'arriver à des températures entre −150 °C et −200 °C est d'utiliser par exemple de l'azote liquide comme fluide frigorigène, celui-ci ayant une température d'ébullition de −196 °C à une pression de 1 bar. Mais l'azote liquide se condensant −167 °C à une pression de 12 bar, il est impossible d'arriver à sa liquéfaction avec l'air ambiant d'une pièce. C'est pourquoi un deuxième étage est nécessaire, dont le fluide frigorigène a une température d'ébullition proche de ces −167 °C. Ce nouveau fluide peut se condenser à une température plus élevée, soit par un troisième étage si celle-ci est encore trop faible, soit avec de l'air. Voici un étagement possible :
| Étage | Fluide           | Température d'ébullition (1 bar) | Température de condensation (12 bar) |
| ----- | ---------------- | -------------------------------- | ------------------------------------ |
| 1     | R404A            | -46 °C                           | 23 °C                                |
| 2     | R1150 (éthylène) | -104 °C                          | -48 °C                               |
| 3     | R50 (méthane)    | -161 °C                          | -120 °C                              |
| 4     | R728 (diazote)   | -196 °C                          | -167 °C                              |

L'azote liquide (R728 dans la nomenclature des réfrigérants) est condensé par le méthane (R50), lui-même condensé par l'éthylène (R1150), condensé par le R404A, condensé par l'air ambiant.
On peut ainsi arriver à une température de l'ordre de -200 °C dans l'évaporateur.
La condensation d'un fluide par un autre fluide s'effectue à l'intérieur d'un échangeur (aussi appelé HX, de l'anglais « heat exchanger »). Dans une cascade à quatre étages il y a trois échangeurs, un entre chaque étage.
Un tel échangeur est constitué d'un gros tuyau où circule le fluide refroidissant et à l'intérieur duquel se trouve un tuyau plus fin où circule le fluide à refroidir. Le tuyau fin, baignant dans le fluide de l'étage inférieur, refroidit son contenu, ce qui permet au fluide de l'étage supérieur de se condenser et à celui de l'étage inférieur de se vaporiser par transfert thermique. Un échangeur constitue donc l'évaporateur de l'étage inférieur et le condenseur de l'étage supérieur. Les fluides circulent généralement dans des sens opposés l'un de l'autre.

### Montage simple étage: autocascade

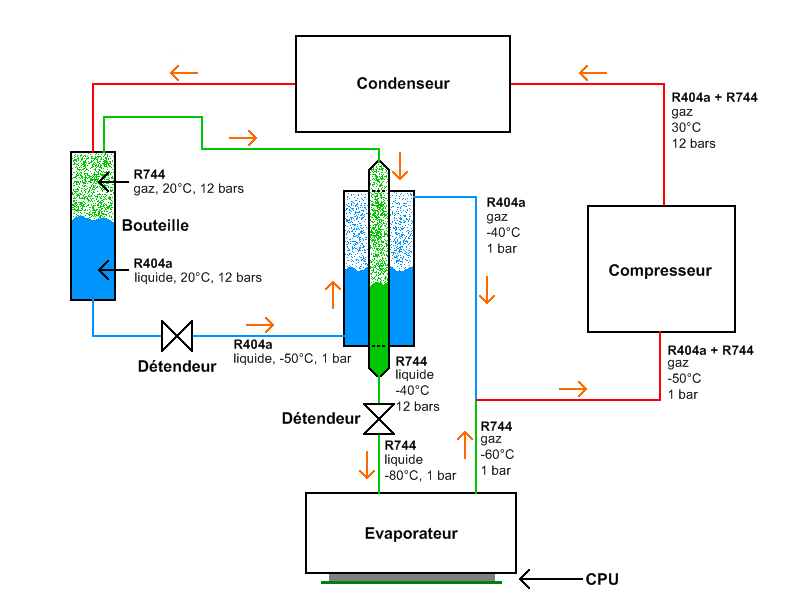
Schéma d'une autocascade. Les températures et les pressions données sont arbitraires, elles donnent uniquement un ordre de grandeur.

Il est également possible d'atteindre des températures de l'ordre de −100 °C à −150 °C avec un montage simple étage (donc avec un seul compresseur), en réalisant ce qu'on appelle une autocascade. Le fluide qui compose cet étage est un mélange de plusieurs fluides frigorigènes (généralement de deux à cinq), présents dans des proportions très précises.
Nous prendrons ici l'exemple d'une autocascade à deux fluides frigorigènes (comme sur le schéma ci-contre) :
| Fluide                    | Température d'ébullition (1 bar) | Température de condensation (12 bar) |
| ------------------------- | -------------------------------- | ------------------------------------ |
| R404A                     | -46 °C                           | 23 °C                                |
| R744 (dioxyde de carbone) | -78 °C                           | -35 °C                               |

Les températures et les pressions données dans ce qui suit sont des ordres de grandeur.
Le mélange de R404A et R744 sort du compresseur à une température de 30 °C et une pression de 12 bar, pour arriver au condenseur, qui refroidit le mélange grâce à l'air ambiant. Le R404A se liquéfie donc, sa température de condensation étant de l'ordre de celle de l'air ambiant, mais cette température n'est pas assez basse pour que le R744 se condense lui aussi, il reste donc dans sa phase gazeuse. Ainsi le mélange est constitué de R404A liquide et de R744 gazeux. Il pénètre ensuite dans une bouteille afin que les deux phases soient séparées grâce à la pesanteur. Le R404A liquide passe dans un détendeur pour atteindre une pression de 1 bar et une température de −50 °C.
Les deux fluides pénètrent dans un échangeur : le R404A fait condenser le R744 et lui-même se vaporise. Le R744, après avoir vu sa pression tomber à 1 bar grâce à un détendeur, rentre dans l'évaporateur à une température de −80 °C dans sa phase liquide, refroidit le microprocesseur et ressort à une température de −60 °C sous sa forme gazeuse. Les deux gaz se rejoignent alors et retournent au compresseur afin de recommencer un cycle.
On peut ainsi réaliser un refroidissement à base de cinq fluides frigorigènes au moyen d'un seul compresseur, mais avec quatre bouteilles pour séparer les phases et quatre échangeurs. Le fait d'utiliser un seul compresseur est un gain de place, mais une autocascade est un système assez délicat à mettre en place, qui exige d'introduire les fluides en quantités précises, surtout s'il y en a beaucoup.

## Sources
- David D., Aurora : réalisation d’une cascade – Page 1, Cooling-Masters.com, 5 décembre 2005